# 細川勝元
細川勝元（永享二年—文明五年五月十一日、1430年—1473年6月6日），日本室町時代末期政治人物，曾任室町幕府的管領。父親為細川持之。正室為山名宗全的養女（生父為山名熙貴）。兒子有細川政元。幼名為聰明丸。官位為從四位下武藏守，右京大夫。他創立了名剎龍安寺。

## 經歷
嘉吉二年八月（1442年9月），父親細川持之逝世，13歲的勝元繼承家督之位。文安二年（1445年），16歲的勝元出任室町幕府管領一職，此後他三次擔任管領一職，總計長達23年之久。當時，在室町幕府中與細川勝元勢均力敵的守護大名是山名宗全。最初，細川勝元與山名宗全互相保持勢力平衡，勝元甚至娶了宗全的養女為妻。然而，作為幕府的重要人物，兩人因政策差異而逐漸發生對立。同時，三管領中的斯波氏和畠山氏之間也爆發了家督爭奪戰。在這場家督爭奪戰，細川勝元和山名宗全介入其中，並各自支持不同的人選，從而導致了敵對局面出現。而室町幕府第8代將軍足利義政的繼承人問題則更進一步加劇了雙方矛盾，最終使室町幕府的勢力分裂，拉開了「應仁之亂」的序幕。
應仁元年（1467年）應仁之亂爆發，幕府勢力也分成了東西兩派，東軍以細川勝元為首，西軍則以山名宗全為首。初始雙方以京都為戰場展開激烈的攻防並互有勝負。但隨著時間的流逝，戰局卻逐漸陷入了僵持的狀態。也因戰鬥的拖延，京都遭到嚴重破壞，許多寺廟、民宅因此遭到焚毀，居民也跟著流離失所。此外，趁著兩軍的守護大名們在京都集結的空檔，各地也爆發了叛亂。
文明四年（1472年），细川勝元向山名宗全提出和平談判，但由於西軍武将畠山義就的强烈反对，談判最终破裂。次年三月，山名宗全病逝，短短不到兩個月的時間，勝元也跟著過世，享年44歲。在雙方主將先後逝世後，各地戰事也隨之趨緩。文明九年（1477年）和解達成，持續了10年的大亂至此終於結束。